# Bruno Barticciotto
Bruno Barticciotto Di Bartolo (ur. 7 maja 2001 w Vitacurze) – chilijski piłkarz pochodzenia argentyńskiego występujący na pozycji napastnika lub skrzydłowego, reprezentant Chile, od 2025 roku zawodnik meksykańskiego Santosu Laguna.
Jego ojciec, Argentyńczyk Marcelo Barticciotto, również był piłkarzem.